# Busswil bei Büren
Busswil bei Büren est une localité et une ancienne commune suisse du canton de Berne, située dans l'arrondissement administratif du Seeland. 
L'ancienne commune a été intégrée dans celle de Lyss le 1er janvier 2011.